# آلفرد ماسیک
آلفرد ماسیک (استونیایی: Alfred Maasik؛ ۲۶ ژانویه ۱۸۹۷ – ۶ ژوئیه ۱۹۹۰) دونده پیاده‌روی سرعت اهل استونی بود. وی در مسابقات دو پیاده‌روی سرعت ۵۰ کیلومتر بازی‌های المپیک تابستانی ۱۹۳۲ شرکت کرده‌است.